# Kostel Krista Spasitele (Frýdlant)
Kostel Krista Spasitele je kostel Církve československé husitské ve Frýdlantu v okrese Liberec. Od roku 2003 je chráněn jako kulturní památka České republiky.

## Historie
Od poloviny 16. století bylo Frýdlantsko téměř výhradně luterské. Roku 1627 však bylo vydáno Obnovené zřízení zemské, kterým bylo katolické náboženství prohlášeno za jediné povolené vyznání v českých zemích. Teoreticky platilo i zde, nicméně blízkost a snadná překonatelnost hranic se Slezskem a de facto saskou Horní Lužicí bránila násilné rekatolizaci, jinde v zemi obvyklé.
Státní moc se sice zprvu o podobné metody pokoušela, případy obcí, zcela vylidněných emigrací kvůli víře (např. dnešní Nové Město pod Smrkem roku 1651), však vedly k vyšší obezřetnosti. Během 1. pol. 18. bylo nakonec nekatolickým frýdlantským poddaným dovoleno navštěvovat bohoslužby v sousedních zemích, kde byli vedeni jako farníci.
Kazatelská stanice libereckého sboru německé Evangelické církve augsburského vyznání, zřízená ve Frýdlantu roku 1883, tak byla první oficiální augsburskou obcí založenou ve Frýdlantském výběžku po více než 250 letech. Dvanáct let po založení se stala filiálním sborem, samostatným pak od roku 1898.
V roce 1887 členové náboženské obce založili spolek pro výstavbu kostela. S podporou Jednoty Gustava Adolfa jej postavila místní firma Appelt–Hampel podle projektu bonnského architekta Julia Rolffse (1879–1946) ve stylu gotizující secese.
Základní kámen stavby byl položen v roce 1902. V roce 1903 byly vysvěceny zvony, dostavěn kostel a pokračovalo vnitřní zařizování. Dne 2. června 1904 se konalo slavnostní vysvěcení kostela, s první bohoslužbou slouženou farářem Jiřím Pellarem. Roku 1912 vedle kostela vyrostla fara, rovněž podle návrhu J. Rolffse.
Kostel je jednolodní, obdélníkový, loď má otevřený krov. Okenní malby byly zhotoveny v Hrádku nad Nisou. Původně byly v kostele tři zvony, ale po 2. světové válce zde zůstal jen jediný, nejmenší.
Evangelické církvi augsburského vyznání sloužil kostel do roku 1945. Po skončení 2. světové války a odsunu německého obyvatelstva byl předán do správy Církve československé husitské. Teprve poté zde byla poprvé sloužena bohoslužba v českém jazyce. Do vlastnictví této církve kostel přešel až v roce 1952.
Zhruba na přelomu tisíciletí byl kostel opraven při zachování prakticky všech architektonických a umělecko-řemeslných detailů.

### Varhany
V kostele se nacházejí varhany, které roku 1903 postavil varhanář A. Schuster ze Žitavy. Jejich donátorkou se stala paní Kellerová, která je kostelu věnovala v památce na svou sestru Bertu. Dárkyní varhanní skříně byla paní E. Schindler ze Švýcarska.
Dispozice varhan:
- I. manuál:
  - Bourdon (16')
  - Principal (8')
  - Hohlflöte (8')
  - Gamba (8')
  - Dolce (8')
  - Octave (4')
  - Gemshorn (4')
  - Octave (2')
  - Mixtur
  - Octavkoppel I.
  - Manualkoppel
- II. manuál:
  - Geigenprincipal (8')
  - Gedackt (8')
  - Salicional (8')
  - Aeoline (8')
  - Concertflöte (4')
  - Fugara (4')
  - Piccolo (2')
- Pedál:
  - Subbass (16')
  - Principal (8')
  - Violoncello (8')
  - Pedalkoppel I.
  - Pedalkoppel II.